# نيك بيكر
نيك بيكر (بالإنجليزية: Nick Becker)‏ (30 يوليو 1968 في الولايات المتحدة - ) هو لاعب كرة طائرة الولايات المتحدة. شارك في الألعاب الأولمبية الصيفية 1992.

## وصلات خارجية
- نيك بيكر على موقع اللجنة الأولمبية الدولية (الإنجليزية)
- نيك بيكر على موقع أوليمبيديا (الإنجليزية)